# وایلباخ (آلمان)
وایلباخ (به آلمانی: Weilbach) یک منطقهٔ مسکونی در آلمان است که در میلتنبرگ واقع شده‌است. وایلباخ ۲٬۳۲۵ نفر جمعیت دارد.